# 科尔尼勒
科尔尼勒（法語：Cornil，法語發音：[kɔʁnil]）是法国科雷兹省的一个市镇，位于该省西部，属于蒂勒区。

## 地理
科尔尼勒（45°12'38"N, 1°41'30"E）面积19.66 平方千米，位于法国新阿基坦大区科雷兹省，该省份为法国中南部省份，北起上维埃纳省和克勒兹省，西接多爾多涅省，南至洛特省，东临多姆山省和康塔爾省。
与科尔尼勒接壤的市镇（或旧市镇、城区）包括：欧巴济讷、沙梅拉、勒沙斯唐、圣福蒂纳德、圣伊莱尔佩鲁。
科尔尼勒的时区为UTC+01:00、UTC+02:00（夏令时）。

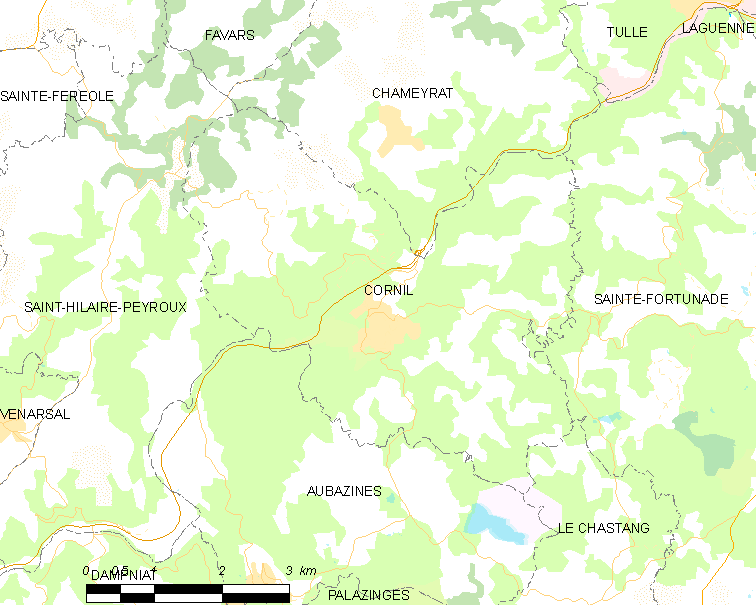
科尔尼勒的OSM定位图

## 行政
科尔尼勒的邮政编码为19150，INSEE市镇编码为19061。

## 政治
科尔尼勒所属的省级选区为圣福蒂纳德县。

## 人口

1962-2008年间科尔尼勒人口变化图示

科尔尼勒于2022年1月1日时的人口数量为1283人。